# Jacaranda decurrens
Espèce
Classification phylogénétique
Synonymes
- Jacaranda pteroides Silva Manso
- Jacaranda robertii S. Moore

Statut de conservation UICN

 VU  : Vulnérable
Jacaranda decurrens est une espèce de plantes à fleurs de la famille des Bignoniaceae. C'est un arbre présent en Amérique du Sud.

## Étymologie
Jacaranda est un nom générique pour le genre dérivé de la langue guarani. Il est composé de hakuã qui signifie qui a du parfum et de renda qui signifie le lieu ou la place, Jacaranda signifie donc « qui parfume le site ».
Decurrens est une épithète latine signifiant « rampant ».

## Distribution
Jacaranda decurrens est présente dans l'est de la Bolivie, au Paraguay et au sud et à l'ouest du Brésil. Il pousse généralement dans la savane et la savane boisée ; à des altitudes de 500 à 800 mètres.

## Description
Le Jacaranda decurrens est un arbre géophyte, c'est-à-dire que son tronc et branches principales présentent la particularité de pousser sous terre, se propagant horizontalement à peu près entre 10 et 50 cm en-dessous de la surface. Il possède ainsi de petites branches aériennes saisonnières qui proviennent de systèmes souterrains ligneux  qui se divergent vers le haut et qui émergent de façon saisonnière à intervalles relativement réguliers. Seules les branches secondaires affleurent, avec les feuilles et les fleurs. Le plus grand Jacaranda decurrens avait une couronne circulaire de 22 m de diamètre et occupait 380 m2. Il pousse avec plusieurs espèces sympatriques d’arbres souterrains. Il pousse généralement jusqu'à 20 à 100cm de hauteur mais peut atteindre 300cm.
Les individus possèdent une très longue espérance de vie : un spécimen étudié dans le Minas Gerais au Brésil en 2013 a été estimé être âgé de 3 800 ans.

## Utilisations
Jacaranda decurrens est utilisée pour soigner de nombreuses affections. Ainsi, l'écorce et les feuilles sont considérées comme un puissant dépuratif. Les racines, l'écorce et les feuilles sont utilisées dans le traitement des maladies de la peau, des maladies vénériennes et des infections gynécologiques(p112). Les racines et les feuilles sont utilisées dans le traitement des rhumatismes.